# Frederica Carlota de Prússia
Frederica Carlota de Prússia, princesa del Regne Unit (Palau de Charlottenburg 1767 - Oatlands Park (Surrey) 1820). Princesa de Prússia amb el tractament d'altesa reial que contragué matrimoni en el si de la família reial britànica, esdevenint duquessa de York.
Nascuda al Palau de Charlottenburg el dia 7 de maig de 1767 essent filla del rei Frederic Guillem II de Prússia i de la duquessa Elisabet de Brunsvic-Wolfenbüttel. Frederica Carlota era neta per via paterna del príncep August de Prússia i de la duquessa Lluïsa Amàlia de Brunsvic-Lüneburg; mentre que per via materna ho era del duc Carles I de Brunsvic-Wolfenbüttel i de la princesa Felipa Carlota de Prússia.
El 29 de setembre de l'any 1791 es casà per poders a Berlín i el 24 de novembre a Londres amb el príncep Frederic del Regne Unit, fill del rei Jordi III del Regne Unit i de la duquessa Carlota de Mecklenburg-Strelitz. La parella no tingué descendència.
La parella rebé els títols de duc de York i de duc d'Albany. Arran del seu matrimoni, la parella ducal rebé una calorosa benvinguda a Londres però aviat feren aigües com a parella. Frederic i Frederica Carlota decidiren separar-se i la princesa prussiana s'establia a la finca d'Oatlands Park al comtat de Surrey on morí a l'edat de 53 anys el dia 6 d'agost de 1820.